# Skrajna Pusta Turnia

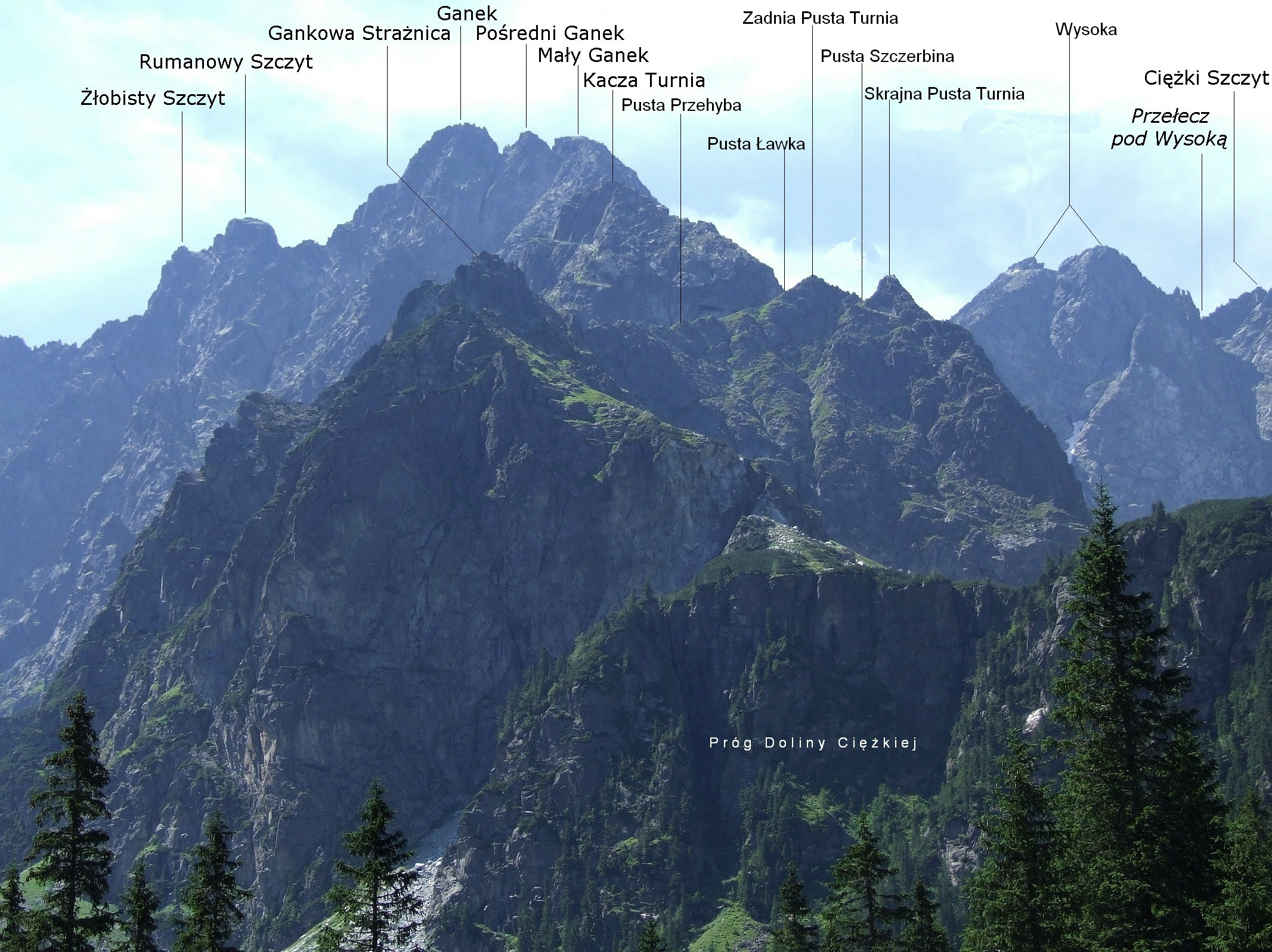

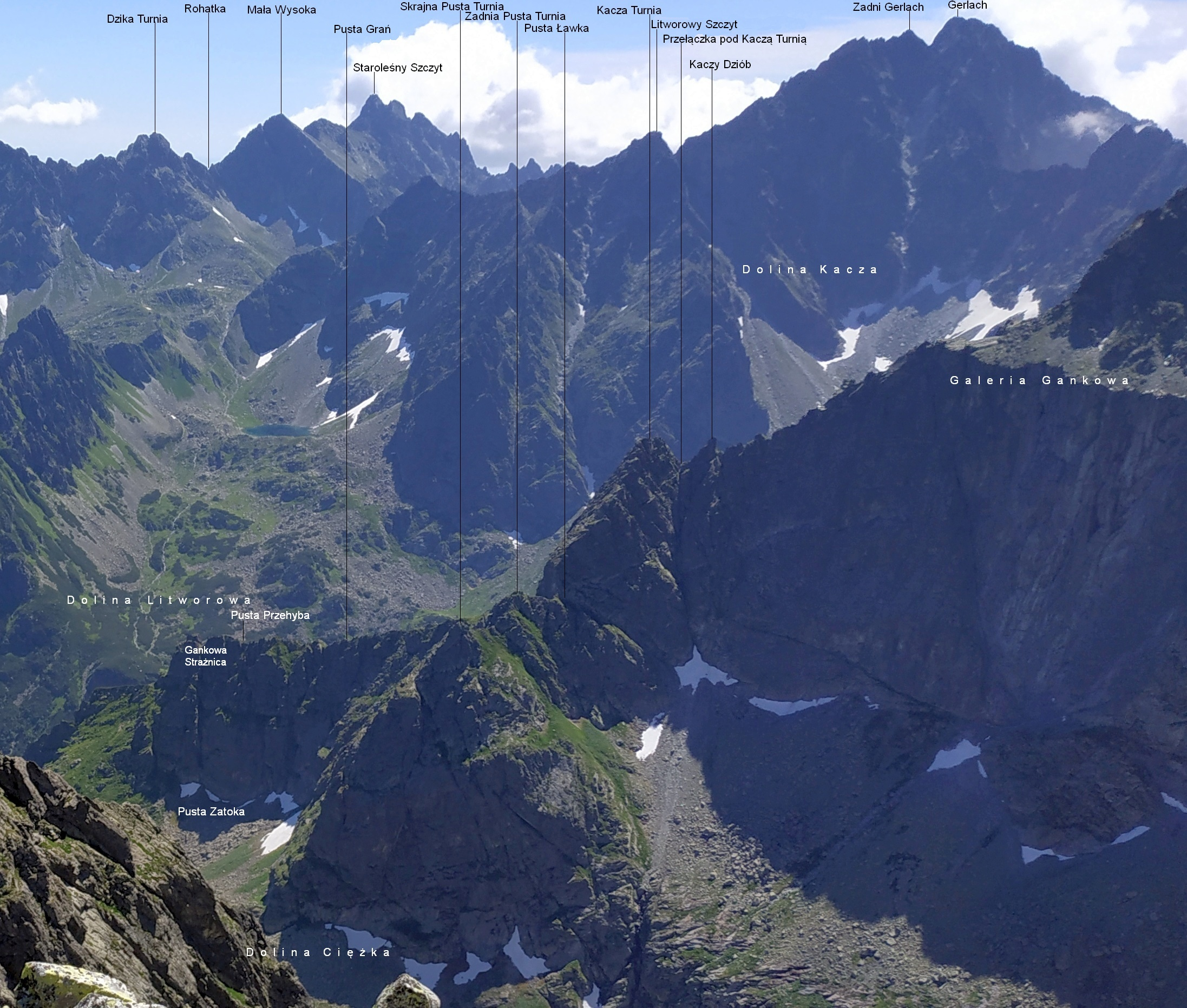

Skrajna Pusta Turnia (słow. Predná pustá veža, ok. 2065 m) – wyraźna turnia w Pustej Grani oddzielającej Dolinę Ciężką od Doliny Kaczej w słowackich Tatrach Wysokich. Znajduje się w zakończeniu jej bocznej odnogi wrastającej w orograficznie prawe zbocza Doliny Ciężkiej. Od zwornikowej Zadniej Pustej Turni oddzielona jest Pustą Szczerbiną. Jej zachodnia ściana opadająca do Zmarzłego Kotła z prawej strony ograniczona jest głęboko wciętym żlebem progami o płytowej budowie, z lewej północnym filarem. W około 2/3 wysokości jest na niej poziomy i trawiasty zachód, którym prowadzi droga wspinaczkowa nr 8. Ściana poniżej zachodu jest urwista i w dużej części płytowa. Prawa część ściany jest znacznie mniej stroma i prowadzi nią łatwa ścieżka wejściowa na Pustą Ławkę (droga nr 1). Ściana północno-wschodnia opadająca do Pustej Zatoki ma wysokość około 250 m i podobną szerokość u podstawy. Jej lewe ograniczenie tworzy komino-żleb spadający z Pustej Szczerbiny, prawe północny filar. Filarem prowadzi droga nr 6, ścianą droga nr 7. Ściana ma trzy różniące się budową piętra. Dolne o wysokości 50 m to zbudowane z litej skały i pionowe urwisko z okapami. Przecina je droga nr 9. Część środkowa to mieszanina trawiastych półek, zachodów i niewielkich ścianek. Część górna to znów prawie pionowa ściana.

## Taternictwo
Skrajna Pusta Turnia ma dobre ściany wspinaczkowe o 200-metrowej wysokości, jednak taternicy zainteresowali się nią późno i nie jest popularna. Władysław Cywiński tłumaczy to tym, że w pobliżu ma godną konkurencję: Wysoka, Galeria Gankowa, Ciężki Szczyt. Jeśli ktoś już zdecyduje się na dalekie i żmudne dojście do Doliny Ciężkiej, to nie po to, by wspinać się na nikomu nie znanej ścianie...
Najłatwiejsze wejście na turnię jest z Pustej Szczerbiny drogą nr 2. Pierwsze wejście nieznane.
Drogi wspinaczkowe
1. Wprost od Zmarzłego Stawu; 0 w skali tatrzańskiej, 30 min
2. Z Pustej Szczerbiny; 0, kilka chwil
3. Prawą częścią zachodniej ściany (Temne sily nad nami); VI, M7-, 9 godz. 30 min
4. Mimochodem (lewą częścią zachodniej ściany); V+/VI, OS, 4-5 godz.
5. Lewym kominem zachodniej ściany; V, miejsce VI-, 1 godz.
6. Północnym filarem; V, 1 godz. 30 min
7. Osudova hra (Gra losowa); M4+, A0, 8 godz., przejście zimowe
8. Zachodnim zboczem; 0
9. Przez północno-wschodnią ścianę Skrajnej Pustej Turni; II, miejsce IV, 1 godz.[2]